# Vágújhely
Vágújhely (szlovákul Nové Mesto nad Váhom, kiejtéseⓘ németül Neustadt an der Waag) város Szlovákiában, a Trencséni kerület Vágújhelyi járásának székhelye.

## Fekvése
Trencséntől 20 km-re délnyugatra, a Vág jobb partján fekszik. Vágrévfalu tartozik hozzá.

## Története
A történelem előtti idők maradványaként leginkább a Vág völgyén végzett kutatások alkalmával talált kőkorszakbeli fegyverek, eszközök és edények, a lösz-alakulásból: a mastodon maximus, equus cabalus és cervus capreolus, a dolomitban lelt barlangi medve, barlangi hiéna, cervus elaphus és rinoceros incisivus, valamint a fent jelzett mastodon, ló és ősgím csontjai szerepelnek. A lelőhelyek a Vág-völgy mentén fekvő Bánka, Verbó, Ótura és Vágújhely községek – írja A Pallas nagy lexikona.
A mai Vágújhely területén kőkorszaki telep, a vonaldíszes kultúra újkőkorszaki települése, a lausitzi kultúra bronzkori csontvázas sírjai, valamint 9. századi sírok is kerültek elő. A mai temető területén bronzkori hamvasztásos sírokat találtak. A római korban barbár település állt itt.
A mai település a Morvaországba vezető kereskedelmi út és a Vág völgyében vezető út kereszteződésében, a Vág átkelőhelyénél keletkezett és csakhamar fontos vásáros hellyé fejlődött. 1074-ben említik először a nyitrai csata kapcsán név szerint is, I. Géza idejében, amikor a Salamon által segélyül hívott Henrik német császár a nyitrai várat kísérelte meg bevenni. 1253-ban IV. Béla oklevele "Vyhel" alakban említi, ez a város első hiteles írásos említése. Ebben a király a tatárjárás idején tanúsított hűségéért a várost kiváltságokkal ruházta fel. Neve akkor kerül elő ismét, amikor III. Endre magyar király Vágújhelyt 1263-ban a Pannonhalmi Bencés Főapátságnak adományozta. A bencések kolostort alapítottak itt, amit később a kurucok és a császáriak többször feldúltak. A vágújhelyi adományozást V. István király Lőrinc dobokai gróf javára megváltoztatta ugyan, azonban Kun László 1273-ban ismét a rend tulajdonába adta.
A birtok Temetvénnyel kibővítve, több birtokos után 1388-ban a lengyel származású Stiborici Stibor birtoka és Beckó várának tartozéka lett és 1550-ig az is maradt. Ebben az évben Luxemburgi Zsigmond évi két országos vásárt engedélyezett a településnek. 1414-ben birtokosa, Stibor vajda Ágoston-rendi kanonokokat telepített ide és számukra prépostságot alapított a városban, mely 1538-ig állt fenn. Stibor vajda nagyszabású gótikus templom építésébe is belekezdett, befejezésében azonban halála megakadályozta. A templomot végül fia, II. Stibor fejezte be. Királyi rendeletre hozzákezdtek a városfalak megépítéséhez is. 1431-ben és 1447-ben a husziták támadták meg a várost. 1434-ben, II. Stíbor halála után, annak lánya házasságának révén a város a Bánffy család birtoka lett. 1522-ben 142 lakott és 77 lakatlan ház állt itt. 1550-ben I. Ferdinánd király újabb kiváltságokkal ruházta fel, melyek közül a legfontosabbak a szabad bíróválasztás, a pallosjog, a szabad halászat és a vásártartási jog. A király egyúttal felszabadította Beckó várának fennhatósága alól. 1576-ban Miksa császár már évi 6 országos vásárt engedélyezett a városnak.
1565-ben elérte a várost a reformáció, 1570-ben a birtokos Bánffyak is áttértek az evangélikus hitre. A reformáció időszaka 1638-ig tartott, amikor a templomot visszakapták a katolikusok. 1648-ban az evangélikusok új templomot építettek, ezt azonban Nádasdy Ferenc elvette és lerombolta. Végül az evangélikus templomot csak 1787-ben, a türelmi rendelet után tudták felépíteni, tornyot pedig csak 1932-ben építettek hozzá. Mohács után egyre gyakoribbak lettek a török betörései is a Vág mentén. 1599-ben a portyázó török csapatok sarcolásai, pusztításai egyik áldozatává lett Vágújhely lakosságának egy jó része. 1605-ben Bocskai hajdúi fosztogatták a várost és sok lakost hurcoltak el fogságba.

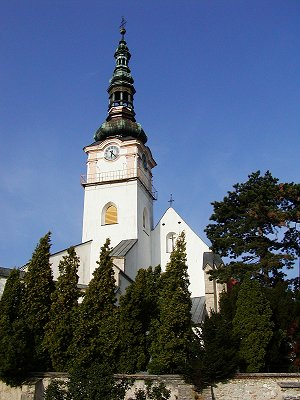
A Szűz Mária templom

Az 1620-as években II. Ferdinánd osztrák császár és magyar király által a törökök kiűzetése érdekében behívott kozákok Vágújhely és Miava vidékét sanyargatták, Vágújhelyen pedig 1624-ben a császári csapatok örökké emlékezetes mészárlást vittek véghez. Mintegy 500 lakos esett áldozatul az öldöklésnek. 1632-ben újra alapították a prépostságot. 1663-ban újra a török pusztította végig a Vágmentét, a lakosság nagy része föld alatti vermekben húzta meg magát. 1666 és 1695 között a katolikus templomot barokk stílusban építették át. A Rákóczi-szabadságharc idején, 1703-ban Bercsényi kuruc vitézei elfoglalták a várost az osztrák erők elől, 1705-ben pedig császári csapatok dúlták fel.
A szabadságharc leverését követően a város ismét fejlődésnek indult. 1715-ben a városnak szőlőkertje és 114 háztartása volt. A megfogyatkozott lakosság pótlására nagyrészt szlovákok települtek a városba. Fejlődött a kézművesség és a kereskedelem is. Számos céh működött a városban. A csizmadiák céhe már 1642-ben, a kőműveseké 1666-ban, a takácsoké 1689-ben megalakult. 1725-ben céhet alapítottak a fazekasok és 1758-ban a szabók is. 1753-ban 16 céhben 220 kézműves tevékenykedett a városban. 23 zsidó kereskedő is élt itt, Pozsony után a legtöbb az országban. Zsidó családok már a 13. század óta éltek a településen. 1787-ben 330 ház állt a városban 4350 lakossal. 1828-ban 770 házában már 5417 lakos élt. A 19. században fejlődött az ipar is. 1826-ban és 1875-ben bőrgyárat, 1842-ben szeszgyárat, 1850-ben szappangyárat, 1872-ben vasgyárat, 1885-ben szerszámgépgyárat, 1902-ben babakocsi gyártó üzemet, 1900-ban bánya- és kohóipari gépgyárat alapítottak itt. A vasútvonal 1876-ban épült ki, bekapcsolva a várost a vasúti forgalomba. 1890-ben hitelbank, 1897-ben takarékpénztár alakult. Később téglagyár, sörfőzde és gázgyár is létesült a településen. A város a környék kereskedelmi és mezőgazdasági központjává vált.
1886-ban Vágújhely járási székhely lett. A szlovák és magyar lakosok évszázados békés nyugalma, együttélése ezen a vidéken természetes volt. Az Osztrák–Magyar Monarchia mesterséges felbontásakor, az első világháború befejezését követően a nagyhatalmak az újonnan megalakuló Csehszlovákiához csatolták a területet, amely később a Szlovák Köztársaság megalakulásakor Szlovákia területéhez került. 1942-ben a németek 1450 zsidó származású polgárt hurcoltak a városból koncentrációs táborba. 1945 elején a temetőben 27 partizánt és ellenállót végeztek ki. A várost 1945. április 7-én szabadította fel a szovjet hadsereg. A háború után a városban számos gyár és üzem, köztük gépgyár, faüzem, textilgyár, élelmiszeripari üzem létesült.

## Népessége
| Év:            | 1994.  | 2004.   | 2014.   | 2024.   |
| -------------- | ------ | ------- | ------- | ------- |
| Emberek száma: | 21 578 | 20 827  | 20 119  | 19 257  |
| Eltérés:       |        | -3,48 % | -3,39 % | -4,28 % |

| Év:            | 2023.  | 2024.   |
| -------------- | ------ | ------- |
| Emberek száma: | 19 296 | 19 257  |
| Eltérés:       |        | -0,20 % |

1880-ban 5164 lakosából 2886 szlovák, 1890 német és 207 magyar anyanyelvű, ebből 2574 római katolikus, 1850 izraelita, 698 evangélikus és 41 református vallású volt. Vágrévfalun 637 szlovák és 17 magyar anyanyelvű élt.
1890-ben 5075 lakosából 2837 szlovák és 722 magyar anyanyelvű volt.
1900-ban 5294 lakosából 3187 szlovák és 669 magyar anyanyelvű volt.
1910-ben 5879 lakosából 3808 szlovák, 1146 német és 856 magyar anyanyelvű, ebből 3507 római katolikus, 1553 izraelita, 787 evangélikus és 24 református vallású volt. Vágrévfalun 803 szlovák és 51 magyar anyanyelvű élt.
1921-ben 5961 lakosából 4857 csehszlovák és 90 magyar volt.
1930-ban 6796 lakosából 5899 csehszlovák és 66 magyar, ebből 4288 római katolikus, 1309 izraelita, 1051 evangélikus és 8 református vallású volt. Vágrévfalun 1091 csehszlovák és 4 magyar élt.
1991-ben 20 956 lakosából 20 166 szlovák és 30 magyar volt.
2001-ben 21 327 lakosából 20 276 szlovák és 38 magyar volt.
2011-ben 20 415 lakosából 18 472 szlovák, 259 cseh, 44 morva, 29 cigány és 28 magyar volt.
2021-ben 19 644 lakosából 18 049 (+84) szlovák, 29 (+11) magyar, 38 (+49) cigány, 3 (+14) ruszin, 438 (+51) egyéb és 1087 ismeretlen nemzetiségű volt.

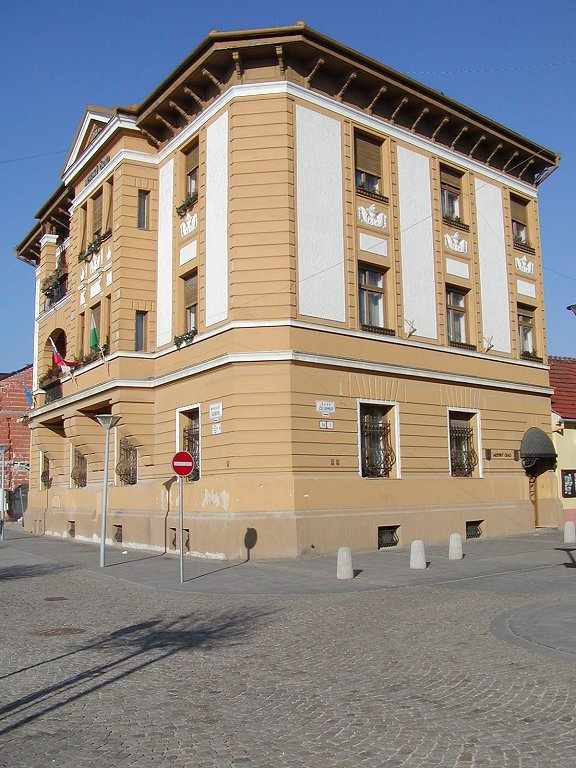
A Városháza épülete

## Nevezetességei
- A városkép meghatározó épülete a dombtetőn álló gótikus Kisboldogasszony plébániatemplom, melyet védőfal övez. A templom elődje az a román stílusú bazilika volt, ahova a birtokos Stíbor vajda felesége, Dobrocha gyakran járt imádkozni a Szűzanyához. Ebből mára csak a torony alsó része és a kőkapuzat maradt. A prépostságot fia, II. Stíbor alapította, majd 1414 és 1423 között a régi helyett új gótikus templomot emeltetett. 1447-ben a husziták a várossal együtt felégették. A 16. század elején sekrestyét építettek hozzá. 1570-től 1638-ig a protestánsoké. 1638-ban a visszatérő katolikusok a Szűzanya gótikus kegyszobrát helyezték az oltárra. 1666 és 1695 között barokk stílusban átépítették. Ekkor készültek barokk stukkói és freskói is. A 18. század első felében nyugati irányban bővítették, és tornyát magasították. A 19. század végén J. Lippert tervei szerint restaurálták. Kedvelt búcsújáróhely. A főoltáron álló Szűzanya-szobor 1672-ben készült. Rokokó szószéke, orgonája és keresztelőmedencéje 18. századi. A keresztút képeit J. B. Klemens festette 1870-ben.
- Az egykori prépostság épülete eredetileg gótikus stílusú volt, 1692-94-ben barokk stílusban építették át. Kápolnáját 1692-ben készített stukkók és falfestmények díszítik.
- Főtere régi műemlékházakkal van körülvéve, amelyek közül több gótikus és reneszánsz eredetű. A 16-17. században barokk, illetve a 18–19. században klasszicista stílusban építették át őket.
- Az egykor erődített város falainak egy része még látható.
- A 18. századi barokk Szent András-kápolna helyén egykor szegényház állt, melyet 1647-ben említenek.
- A Mária-oszlopot 1696-ban állították.
- A plébániatemplom előtt álló Kálvária-szoborcsoport 1737-ben készült.
- A zsidó temető sírjai 16. és 19. század közöttiek.
- A városi múzeum épülete egykor a Ghillányi család kastélya volt, amelyet 1740-ben báró Ghillányi János, Mária Terézia generálisa építtetett. 1953-óta múzeumként működik.
- A város legérdekesebb és legnevezetesebb reneszánsz épülete, a Nádasdy-ház a 14. században épült. A 16. és 17. század fordulóján lett a Nádasdy család tulajdona. Utoljára 1999-ben restaurálták. Thurzó György nádor itt írta 1610. december 30-án azt az oklevelet, amelynek alapján Báthori Erzsébetet Csejte várába zárták. Itt őrizték a magyar koronázási ékszereket útban Trencsén várából Sopronba 1622. július 6-ról július 7-re virradó éjszaka. Ma a Dexia Bank működik benne.
- A Városháza épülete a 20. század elején épült, eredetileg Reiss Adolf nagyiparos házaként.
- Evangélikus temploma 1787-ben torony nélkül épült klasszicista stílusban. Tornyát 1932-ben emelték.
- A Holuby utcai kápolna a 17. században épült.
- A Szent Rókus-kápolnát a 18. század elején építették, az első írásos forrás 1721-ben említi.
- Szent Flórián szobra 1767-ben készült.
- Nepomuki Szent János késő barokk szobra a Szent András-kápolna előtt áll.
- A pestisoszlopot Jakab prépost készíttette 1696-ban.
- Az első világháború hőseinek emlékműve 1935-ben épült.
- A fasizmus áldozatainak emlékműve a temetőben 1945. február 28-án kivégzett ellenállók emlékére készült.

## Híres személyek
Itt született:
- 1663. november 5-én gróf Esterházy Imre esztergomi érsek, prímás
- 1795. október 3-án Ľudovít Hazucha római katolikus plébános, teológus
- Vágrévfalun született 1807-ben Ján Pavelka római katolikus plébános
- 1823. december 24-én Bak Ignác Vilmos teológus, publicista
- 1825. szeptember 25-én Horn Ede közgazdász
- 1827. július 15-én Doleschall Lajos orvos, entomológus
- 1834. január 1-én Salomon Stricker patológus
- 1834. január 21-én Horn Antal publicista
- 1840-ben Grünberger Lipót gyógypedagógus
- 1891. szeptember 28-án Neubauer Pál (†1945) író, költő, műfordító, újságíró
- 1893-ban Muzsnayné Csizmadia Gabriella ifjúsági író
- 1903-ban Rudolf Bednárik szlovák etnológus
- 1915. április 16-án Basilides Ábris filmrendező
- 1918. március 26-án Basilides Zoltán színművész
- 1967. november 24-én Daniel Zmeko szlovák tábornok
- 1888-ban született Floris (Friedler) Frigyes cukrász

Itt hunyt el:
- 1886-ban Paskay Gyula ügyvéd, királyi törvényszéki bíró.
- 1915-ben Pongrácz Adolf választott püspök.
- Itt szolgált Reviczky Bertalan (1850-1925) plébános, helytörténész.